# Westboro (hrabstwo Taylor)
Westboro – jednostka osadnicza w Stanach Zjednoczonych, w stanie Wisconsin, w hrabstwie Taylor.